# علی‌بایفسکویه
علی‌بایفسکویه (انگلیسی: Alibayevskoye) یک شهرک در شهرستان خایبولینسکی استان باشقیرستان کشور روسیه است.